# Decreto de Milão
O Decreto de Milão foi emitido em 17 de dezembro de 1807 por Napoleão I da França para fazer cumprir o Decreto de Berlim de 1806, que havia iniciado o Bloqueio Continental, a base para seu plano de derrotar os britânicos travando uma guerra econômica.
O Decreto de Milão estabelecia que nenhum país da Europa deveria negociar com o Reino Unido.

## Conteúdo
O decreto autorizava navios de guerra e corsários franceses a capturar navios neutros que navegavam de qualquer porto na Grã-Bretanha ou em qualquer país que fosse ocupado por forças britânicas. Também declarou que quaisquer navios que se submetessem a busca pela Marinha Real em alto mar seriam considerados prêmios legais se fossem capturados pelos franceses.

## Texto
(Tradução)
Em nosso Palácio Real em Milão, 17 de dezembro de 1807.
Napoleão, imperador dos franceses, rei da Itália, protetor da Confederação do Reno;
Tendo em conta as medidas adoptadas pelo Governo britânico no passado dia 11 de Novembro, através das quais os navios pertencentes a potências neutras ou amigas e mesmo aliados da Inglaterra são tornados passíveis de serem revistados por cruzadores britânicos, retidos em certas estações em Inglaterra e sujeitos a um imposto arbitrário de um certo percentual sobre a sua carga, a regulamentar pela legislação inglesa;
Considerando que, por esses atos, o governo inglês desnacionalizou os navios de todas as nações da Europa e que nenhum governo pode comprometer em qualquer grau sua independência ou seus direitos – todos os governantes da Europa são corresponsáveis pela soberania e independência de suas bandeiras – e que, se por fraqueza imperdoável que seria considerada pela posteridade como uma mancha indelével, tal tirania deveria ser admitida e consagrada pelo costume, os ingleses tomariam medidas para dar-lhe força de lei, pois já se aproveitaram da tolerância dos governos para estabelecer o famigerado princípio de que a bandeira não cobre os bens e para dar ao direito de bloqueio uma extensão arbitrária que ameaça a soberania de cada Estado;
Nós decretamos e fazemos o seguinte:
Art. 1º. Toda embarcação, de qualquer nacionalidade, que se submeta a ser revistada por uma embarcação inglesa ou que autorize uma viagem à Inglaterra ou pague qualquer imposto ao governo inglês, é ipso facto declarada desnacionalizada, perde a proteção conferida por sua bandeira e torna-se propriedade inglesa.
Art. 2º. Se tais navios que são assim desnacionalizados através das medidas arbitrárias do governo inglês entrarem em nossos portos ou nos de nossos aliados ou caírem nas mãos de nossos navios de guerra ou de nossos corsários, eles serão considerados como prêmios bons e legais.
Art. 3º. Proclama-se que as Ilhas Britânicas estão em estado de bloqueio tanto por terra como por mar. Toda embarcação de qualquer nação ou qualquer que seja sua carga que zarpe dos portos da Inglaterra ou das colônias inglesas ou de países ocupados por tropas inglesas ou tenha como destino a Inglaterra ou a qualquer das colônias inglesas ou qualquer país ocupado por tropas inglesas torna-se, violando o presente decreto, um prêmio legal e pode ser capturado por nossos navios de guerra e adjudicado ao captor.
Artigo 4º. Essas medidas, que são apenas uma justa retaliação contra o sistema bárbaro adotado pelo governo inglês, que modela sua legislação sobre a de Argel, deixarão de ter qualquer efeito no caso das nações que forçarão os ingleses a respeitar suas bandeiras. Continuarão em vigor enquanto esse governo se recusar a aceitar os princípios do direito internacional que regulam as relações dos Estados civilizados em estado de guerra. As disposições do presente decreto serão ipso facto revogadas e nulas assim que o governo inglês respeite novamente os princípios do direito das nações, que são ao mesmo tempo os da justiça e da honra.
Art. 5º. Todos os nossos ministros são encarregados da execução do presente decreto, que será impresso no Bulletin des lois.

(Assinado) Napoleão